# Dănăila, Bacău
Dănăila este un sat în comuna Răchitoasa din județul Bacău, Moldova, România.